# Anarchy in the U.K.

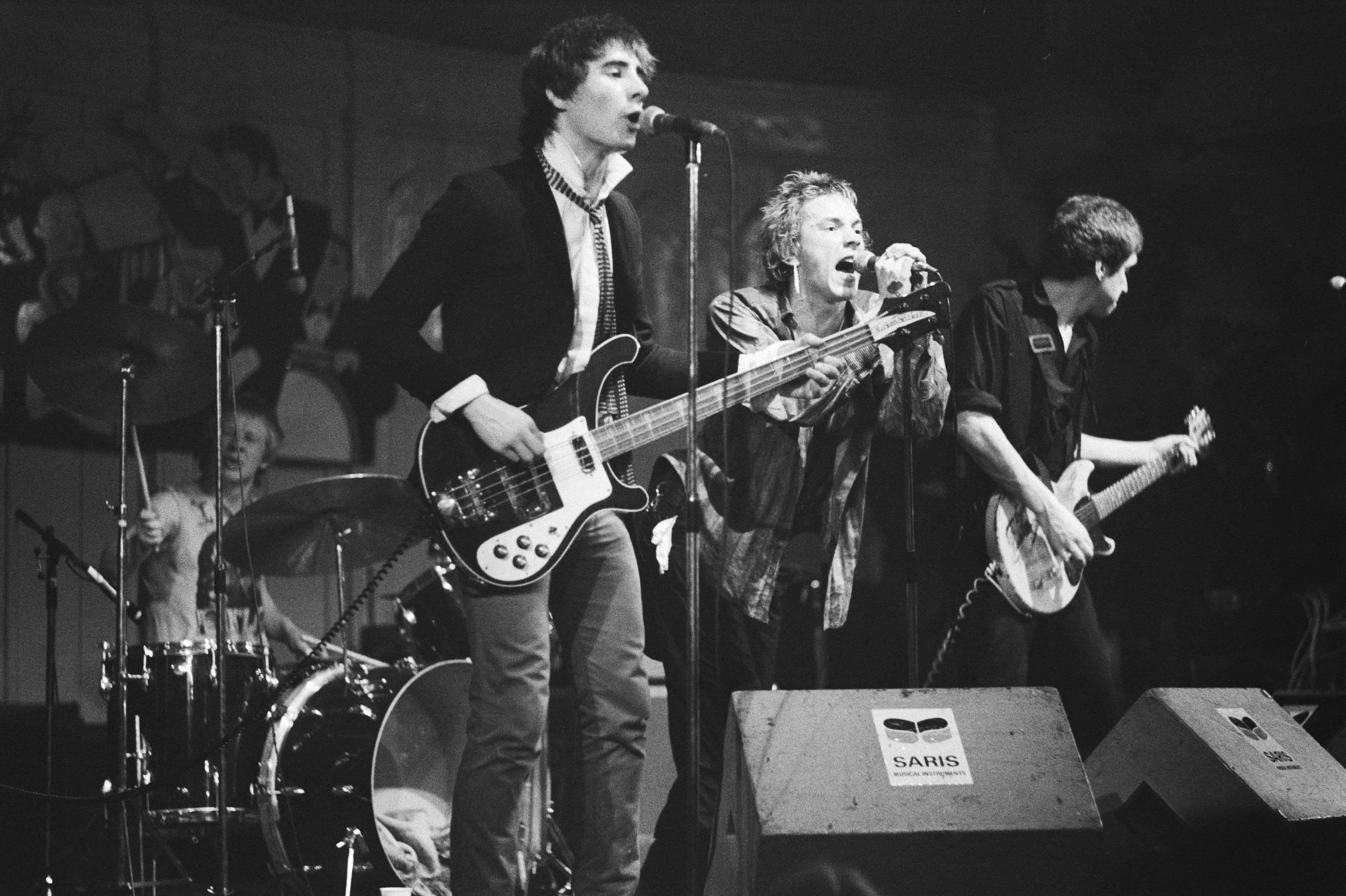
Sex Pistols på Paradiso, Amsterdam, 6 januari 1977.

"Anarchy in the U.K." är en låt av det brittiska punkbandet Sex Pistols, vilken utgavs som gruppens första singel 26 november 1976 med "I Wanna Be Me" som B-sida. Singeln gavs ut på EMI, som gruppens enda utgåva på skivbolaget då de sparkades därifrån några månader senare. 1977 inkluderades låten även på debutalbumet Never Mind the Bollocks, Here's the Sex Pistols.

## Medverkande
- Johnny Rotten – sång
- Steve Jones – gitarr
- Glen Matlock – elbas
- Paul Cook – trummor

- Chris Thomas - musikproducent
- Bill Price - ljudtekniker